# 席德·尤迪
席德·尤迪（英語：Sid Eudy，1960年12月16日—2024年8月26日），本名薜尼·雷蒙·尤迪（英語：Sidney Raymond Eudy），是美國的職業摔角選手。席德·尤迪最知名的時候是1980年代至2010年代於世界摔角聯盟 / 世界摔角娛樂及世界冠軍摔角。

## 冠軍及成就

### 職業摔角畫報
- PWI年度最佳回歸（1996年）

### 世界冠軍摔角
- WCW美國重量級冠軍（一次）[4]
- WCW世界重量級冠軍（兩次）[5][6]

### 世界摔角聯盟
- WWF冠軍（兩次）[7][8]

### 摔角觀察通訊獎（英语：Wrestling Observer Newsletter awards）
- 五星級賽事（1991年；於2月24日與瑞克·福萊爾、賴瑞·茲比史可（英语：Larry Zbyszko）、巴瑞·溫德姆（英语：Barry Windham）對上史汀、瑞克·史坦納（英语：Rick Steiner）、布萊恩·菲爾曼及史考特·史坦納（英语：Scott Steiner））
- 最被高估選手（1993年）